# Phalera lineolata
Phalera lineolata är en fjärilsart som beskrevs av Walker 1856. Phalera lineolata ingår i släktet Phalera och familjen tandspinnare. Inga underarter finns listade i Catalogue of Life.